# Evans-Gletscher (Westantarktika)
Der Evans-Gletscher ist ein Gletscher mit moderatem Gefälle an der Oskar-II.-Küste des antarktischen Grahamlands. Er fließt in östlicher Richtung zum Hektoria-Gletscher, den er zwischen dem Shiver Point und dem Whiteside Hill erreicht.
Der australische Polarforscher Hubert Wilkins entdeckte ihn bei seinem Antarktisflug am 20. Dezember 1928. Er hielt ihn irrtümlich für eine Bucht und benannte ihn als Evans Inlet. Vermessungen des Falkland Islands Dependencies Survey deckten 1955 die wahre Natur des Objekts auf. Namensgeber ist Edward Steptoe Evans (1879–1945), Manager von Wilkins’ Detroit Arctic Expedition (1925–1926).